# معبر المياه المنخفض

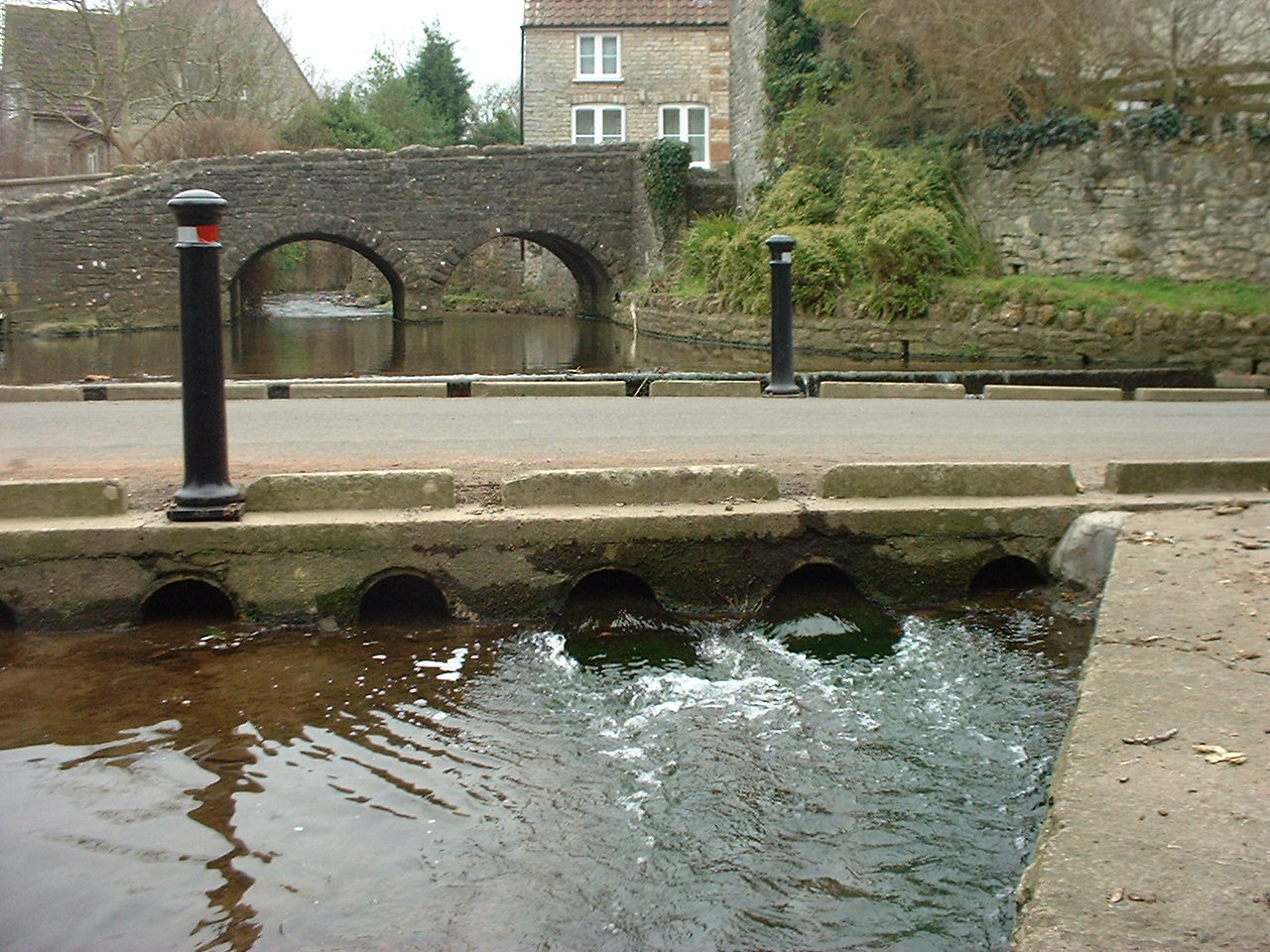
معبر مياه منخفض في إنجلترا

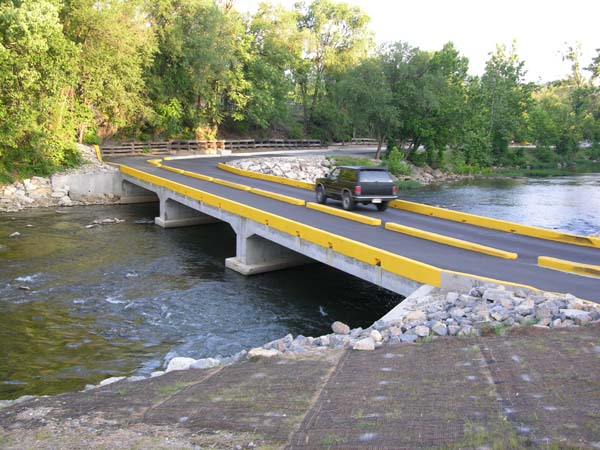
معبر مياه منخفض في كارولاينا الشمالية

يوفر معبر المياه المنخفض (المعروف أيضًا باسم الجسر الأيرلندي أو الممر المرتفع في أستراليا أو معبر المياه المنخفض أو جسر المياه المنخفض) جسرًا عندما يكون تيار المياه ضعيفًا. يمر الماء عبر الطريق ويمنع حركة مرور المركبات، في حالات التيار الشديد. يُعد هذا الأسلوب أرخص من بناء جسر لرفع منسوب الطريق فوق أعلى منسوب فيضان للنهر، خاصةً في البلاد النامية أو في المناطق شبه القاحلة ذات الأمطار الغزيرة النادرة. تكون معابر المياه المنخفضة خطيرة عندما تغمرها المياه.

## عملية الإنشاء
تطور معبر المياه المنخفض عن المخاضة التقليدية. تسمح المخاضة لحركة مرور المركبات بعبور الممر المائي بعجلات مبللة. يدل مصطلح «معبر المياه المنخفض» على جفاف المعبر عادةً في بعض البلاد، بينما يدل مصطلح «مخاضة» على رطوبة المعبر عادةً.
يُطلق على أبسط أنواع معابر المياه المنخفضة اسم مخاضة غير مُهواة أو مجرى. يُستخدم هذا النوع من معابر المياه المنخفضة بشكل رئيسي في الممرات المائية الضحلة أو قيعان الأنهار الجافة. تتكون من سطح مُقوم من الحصى وشبكة تكسية أرضية مملوءة بالحصى وقوالب الرصف أو بلاطات خرسانية مثبتة لتناسب الميل وارتفاع الممر المائي المجاور والسهول الفيضية.
يُمكن إنشاء نوع من معابر المياه المنخفضة يُسمى مخاضة مُهواة مزودة ببرابخ، لعبور الممرات المائية الأكثر عمقًا إلى حد ما. تُختار عادة حجم البرابخ (تكون أنابيب خرسانية غالبًا) لتسمح للمياه بالتدفق تحت الطريق وتوفير سطح جاف للعبور في معظم أيام السنة. تتدفق المياه عبر الجزء العلوي من المعبر، خلال فترات ارتفاع منسوب المياه (مثل: الجريان السطحي في فصل الربيع أو الفيضانات المفاجئة) إذ إن البرابخ ليست كبيرة بما يكفي لتتحمل حالات الفيضان السطحي من هذا النوع.
يُصمم جسر المياه المنخفض عادةً بعناية ودقة من هيكل خرساني. هناك الآلاف من هذه الهياكل في المناخات الجافة في غرب الولايات المتحدة؛ يستوعب بعضها أربعة حارات في شوارع المدينة أو الطرق السريعة. يستوعب عادةً جسر المياه المنخفض حجمًا كبيرًا من حركة مرور المركبات يوميًا، ولا يكون مغمورًا تحت الماء إلا بضع أيام كل عقد.

## الملاحة
يجعل جسر المياه المنخفض الممر المائي غير صالح للملاحة. لا يمثل هذا مخاوف عملية، في جميع الحالات تقريبًا، نظرًا لأن الممر المائي لن يكون صالحًا للملاحة إلا خلال حالات الفيضان على أي حال.
يُسمى جسر المياه المنخفض بالجسر المغمور، ولكنه اسم مغلوط. يُستخدم الجسر المغمور الحقيقي في الممرات المائية الصالحة للملاحة ويُوضع بفعالية في منسوب منخفض تحت سطح الماء.

## الأمان
الفكرة وراء استخدام معابر المياه المنخفضة هو أنها مريحة وآمنة الاستخدام في الظروف العادية. يصبح الجسر غير آمن للاستخدام بشكل عام، بمجرد ارتفاع منسوب المياه إلى النقطة التي يتجاوز فيها سطح الجسر، وعادةً ما يُشار إلى ذلك في البلاد المتقدمة باستخدام علامات التحذير. هناك خطر إضافي يتمثل في أن سطح الجسر قد يصبح مُغطى بالمياه بشكل كامل، ما يجعل من السهل نسبيًا سقوط سطح الجسر في المياه العميقة والأكثر خطورة على كلا الجانبين. نتيجة لذلك، يُميز غالبًا خط الجسر المغمور بأعمدة أو هياكل أخرى للإشارة إلى مساره للمسافرين الغافلين ومستخدمي الطوارئ عند غمره بالمياه.